# Parafia św. Maksymiliana Marii Kolbego w Pusznie Skokowskim
Parafia św. Maksymiliana Marii Kolbego w Pusznie Skokowskim – parafia rzymskokatolicka, znajdująca się w archidiecezji lubelskiej, w dekanacie Opole Lubelskie. 
Według stanu na miesiąc grudzień 2016 liczba wiernych w parafii wynosiła 1027 osób.